# 被圧地下水
被圧地下水（ひあつちかすい、英語: confined groundwater）とは、加圧層の下部にある、圧力がかけられている地下水のことである。

## 概要
上下二層の不透水層に挟まれた透水層の中にあり常に大気圧よりも大きい圧力がかかっている地下水。
鑚井盆地で多く見られるが、これは鑚井盆地の地層が単斜構造をなし、すなわち傾斜しているためで、周囲の山地や丘陵にある地層の表面が地層に降水が浸透することによって形成される。なお、ここまで井戸を掘り抜くと地表まで自噴することがあり、こういった井戸を自噴井という。
また、地下深部に存在することが多いことから深層地下水と呼ぶこともあるが、層が浅いにもかかわらず存在する場合も稀にあるため、一概に深度だけで決めることはできない。